# Ricordi
Casa Ricordi («Дом Рикорди») — итальянское музыкальное издательство, познакомившее мир с произведениями Россини, Доницетти, Беллини, Верди и Пуччини. Архив издательства считается одним из главных хранилищ музыкального наследия в мире. С 1842 года компания издавала «Миланскую музыкальную газету». С конца XIX века основным соперником Ricordi являлось музыкальное издательство Сонцоньо (Sonzogno).
Предприятие было основано в Милане (под названием G. Ricordi & Co.) скрипачом Джованни Рикорди (1785—1853) в 1808 году, после стажировки в лейпцигском музыкальном издательстве Breitkopf & Härtel. Первая публикация — цикл из четырёх сонат для гитары соло «Времена года» (итал. Le stagioni dell’anno; 1808) Антонио Мария Нава (итал. Antonio Maria Nava; 1775—1826).
Переписка Рикорди с великими итальянскими композиторами первой половины XIX века представляет большой интерес для их биографов. В 1825 году Рикорди выкупил музыкальный архив театра «Ла Скала», а в 1839 году приобрёл авторские права на произведения начинающего композитора Джузеппе Верди, положив начало их многолетнему сотрудничеству.
В 1840-х годах дом Рикорди превратился в крупнейшего музыкального издателя Южной Европы. Позднее филиалы открылись в Неаполе (1864), Флоренции (1865), Риме (1871), Лондоне (1878), Палермо и Париже (1888). Также имелись представительства в Буэнос-Айресе, Сиднее и других заокеанских мегаполисах. Издатели из рода Рикорди пролоббировали принятие законов, урегулировавших вопросы авторского и издательского права.
До 1919 года во главе компании стояли четыре поколения семьи Рикорди. Ключевая фигура в истории издательского дома — Джулио Рикорди (1840—1912), который не только курировал оперную карьеру Джакомо Пуччини, но и сам занимался композицией, дизайном и живописью. При нём компания начала привлекать ведущих иллюстраторов для разработки запоминающихся рекламных афиш, которые стали невероятно популярными в Европе на рубеже XIX—XX веков и остаются предметом живого интереса коллекционеров.
В 1920 году штаб-квартира издательства переехала в т. н. «палаццо Рикорди» рядом с галереей Виктора-Эммануила II. Во время Второй мировой войны здания Casa Ricordi серьёзно пострадали от бомбардировок, однако ценные архивы были заранее эвакуированы. В 1952 году компания была преобразована в акционерное общество, а в 1956 году вышла на биржу. В 1994 году Ricordi перешла под контроль BMG Music Publishing, в 2007 году стала частью транснационального холдинга Universal Music Group. Один из последних оперных шедевров, созданных по заказу Ricordi, — «Диалоги кармелиток» Пуленка (1957).
В 1954 году итальянский режиссёр Кармине Галлоне снял о «золотом веке» издательства фильм «Дом Рикорди», в котором роль Изабеллы Кольбран исполнила Марта Торен, а роль композитора Доницетти — Марчелло Мастроянни.
- Примеры афиш «прекрасной эпохи» от Рикорди